# アベビル郡 (サウスカロライナ州)
アベビル郡（英: Abbeville County）は、アメリカ合衆国サウスカロライナ州の西部に位置する郡である。2010年国勢調査での人口は25,417人であり、2000年の26,167人から2.9%減少した。郡庁所在地はアベビル市（人口5,237人）であり、同郡で人口最大の都市でもある。アルファベット順では国内で最初に来る郡である。

## 歴史
アベビル郡と郡庁所在地のアベビル市はフランスのアブヴィルの町から名前が採られた。領域はナインティシックス地区に入っていたが、1785年にアベビル郡と指定され、後にグリーンウッド郡とマコーミック郡を作るために削られた。郡内には18世紀半ばにスコットランド・アイルランド系やフランスのユグノーの農民が多く入ってきた。
- 郡内のデューイットコーナーでチェロキー族インディアンとの歴史的な条約が結ばれた。そこは現在デューウェスト（真西）と呼ばれている[3]。
- アベビル郡は南北戦争前に脱退の温床になった。アメリカ連合国最後の作戦会議が郡内で開催された[3]。

## 郡政府
アベビル郡は7人の委員による郡政委員会が統治している。委員は小選挙区から選ばれている。

## 地理
アメリカ合衆国国勢調査局に拠れば、郡域全面積は511平方マイル (1,323.5 km2)であり、このうち陸地508平方マイル (1,315.7 km2)、水域は3平方マイル (7.8 km2)で水域率は0.59%である。

### 主要高規格道路
| - サウスカロライナ州道20号線 - サウスカロライナ州道28号線 - サウスカロライナ州道72号線 - アメリカ国道178号線 - サウスカロライナ州道81号線 - サウスカロライナ州道184号線 - サウスカロライナ州道185号線 - サウスカロライナ州道284号線 |

### 隣接する郡
- グリーンビル郡 - 北
- アンダーソン郡 - 北
- ローレンス郡 - 北東
- グリーンウッド郡 - 東
- マコーミック郡 - 南東
- エルバート郡 (ジョージア州) - 西

### 国立保護地域
- サムター国立の森（部分）

## 人口動態
以下は2000年国勢調査による人口統計データである。（　）内は2010年データ。
| 基礎データ - 人口: 26,167人 (25,417人) - 世帯数: 10,131 世帯 - 家族数: 7,284 家族 - 人口密度: 20人/km2（52人/mi2） - 住居数: 11,656軒 - 住居密度: 9軒/km2（23軒/mi2） 人種別人口構成 - 白人: 68.33% (69.1%) - アフリカン・アメリカン: 30.29% (28.3%) - ネイティブ・アメリカン: 0.10% (0.2%) - アジア人: 0.23% (0.3%) - 太平洋諸島系: 0.03% - その他の人種: 0.31% (0.1%) - 混血: 0.71% (1.1%) - ヒスパニック・ラテン系: 0.83% (1.0%) 先祖による構成 - アメリカ人：22.1% - アイルランド系：9.7% - イギリス系：6.7% - ドイツ系：5.5% - スコットランド・アイルランド系：5.3% 年齢別人口構成 - 18歳未満: 25.3% - 18-24歳: 9.5% - 25-44歳: 26.7% - 45-64歳: 23.8% - 65歳以上: 14.7% - 年齢の中央値: 37歳 - 性比（女性100人あたり男性の人口） - 総人口: 92.1 - 18歳以上: 88.0 | 世帯と家族（対世帯数） - 18歳未満の子供がいる: 31.7% - 結婚・同居している夫婦: 52.2% - 未婚・離婚・死別女性が世帯主: 15.3% - 非家族世帯: 28.1% - 単身世帯: 25.3% - 65歳以上の老人1人暮らし: 11.3% - 平均構成人数 - 世帯: 2.51人 - 家族: 3.00人 収入と家計 - 収入の中央値 - 世帯: 32,635米ドル - 家族: 38,847米ドル - 性別 - 男性: 30,452米ドル - 女性: 21,045米ドル - 人口1人あたり収入: 15,370米ドル - 貧困線以下 - 対人口: 13.7% - 対家族数: 10.1% - 18歳未満: 17.2% - 65歳以上: 16.9% |

## 都市と町

### 法人化自治体
- アベビル - 郡庁所在地
- カルフーンフォールズ
- ドナルズ
- デューウェスト
- ホニーパス）一部はアンダーソン郡内）
- ラウンズビル
- ウェアショールズ（一部はグリーンウッド郡とローレンス郡内）

### 未編入の町
- アントレビル
- レイクセセッション

## 教育

### 公共教育学区
郡内の公立学校は全てアベビル教育学区に入っている。アベビル郡成人教育学校、教育訓練センターの他、高校2校、中学校1校、小学校5校がある。他にカルフーンフォールズ・チャータースクールがある。

### 高等教育機関
- アースキン・カレッジ、4年制キリスト教系教養系カレッジ、学生数575人、デューウェスト
- ピードモント工科カレッジ、アベビル市

## 著名な出身者

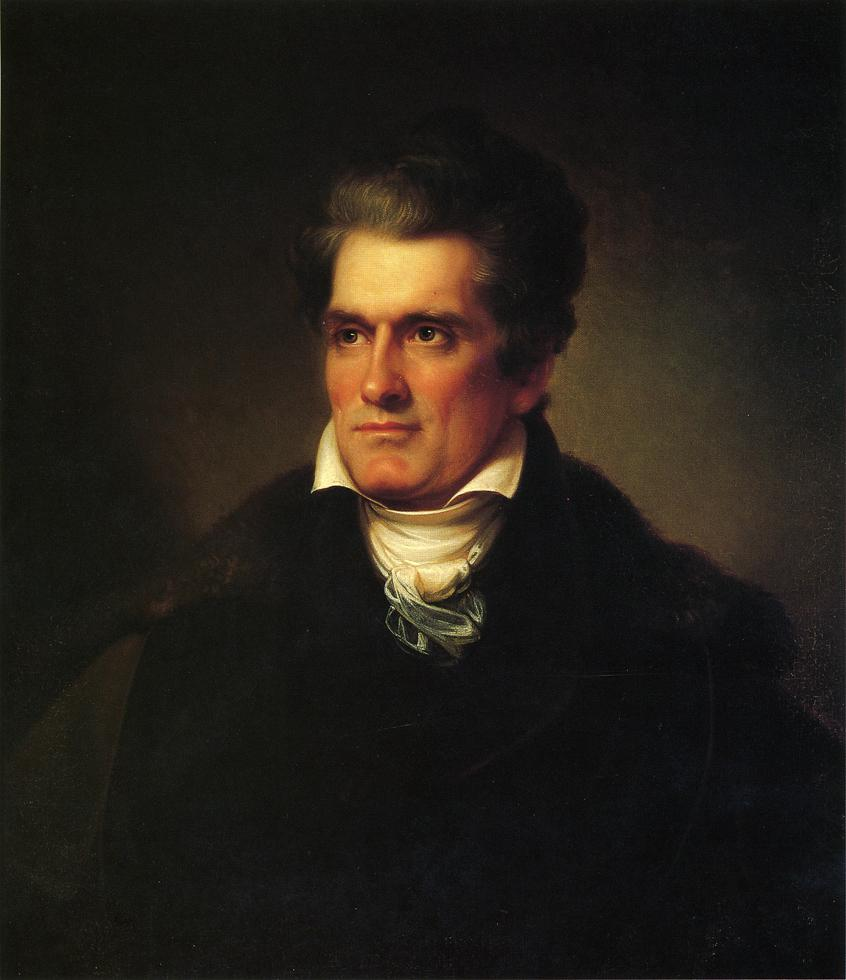
ジョン・カルフーンの肖像画

- ジョン・カルフーン（1782年-1850年）、アベビル地区生まれ、サウスカロライナ州選出アメリカ合衆国下院議員、同上院議員、アメリカ合衆国陸軍長官、アメリカ合衆国国務長官、アメリカ合衆国副大統領[7]